# 砂闊峽鯰
砂闊峽鯰，為輻鰭魚綱鯰形目鰻鯰科的其中一種，分布於西澳大利亞海域，棲息深度可達80公尺，體長可達33公分，棲息在沙泥底質海域，為底棲性魚類，屬肉食性，生活習性不明。

## 擴展閱讀
維基物種上的相關：砂闊峽鯰